# Listă de scriitori ruși

Aceasta este o listă de scriitori de limba rusă în ordine alfabetică:

## A
- Georgi Adamovici
- Anna Ahmatova (1889 — 1966)
- Serghei Antonov (1915 — 1995)

## B
- Constantin Badighin
- Aleksandr Beliaev (1884 — 1942)
- Serghei Bobrov
- Vladimir Bogomolov
- Mihail Bulgakov (1891 — 1940)

## C
- Anton Cehov (1860 — 1904)
- Kornei Ciukovski

## D
- Anatoli Dneprov (1919 – 1975)
- Fiodor Dostoievski (1821 — 1881)

## E
- Serghei Esenin (1895 — 1925)

## G
- Zinaida Gippius
- Nikolai Gogol (1809 — 1852)
- Ivan Goncearov (1812 — 1891)
- Maxim Gorki (1868 — 1936)
- Roman Gul

## H
- Velimir Hlebnikov

## K
- Ivan Andreevici Krîlov

## L
- G. Lelevici

## M
- Osip Mandelștam (1891 — 1938)
- Dmitri Merejkovski

## N
- Vladimir Nabokov (1899 — 1977)
- Vladimir Nabrut
- Nikolai Nosov    (1908 — 1976)

## P
- Konstantin Paustovski (1892 — 1968)
- Boris Pasternak (1890 — 1960)
- Boris Pilniak
- Viktor Perțov (1898 — 1980)
- Aleksandr Pușkin (1799 — 1837)
- Pavel Sumarocov (1766 — 1846)

## R
- Aleksei Remizov

## T
- Lev Tolstoi (1828 — 1910)
- Ivan Turgheniev (1818 — 1883)

## Ț
- Marina Țvetaeva

## V
- Alexander Veltman

## Z
- Evgheni Zamiatin

## Vezi și
- Listă de dramaturgi ruși
- Listă de scriitori sovietici